# Hockey Club Pustertal-Val Pusteria 2012-2013
Questa pagina contiene i dati relativi alla stagione hockeystica 2012-2013 della società di hockey su ghiaccio HC Val Pusteria.

## Roster

### Portieri
| Numero |                   | Giocatore               |
| ------ | ----------------- | ----------------------- |
| 1      | Canada (bandiera) | Jean-Sébastien Aubin    |
| 29     | Italia (bandiera) | Hannes Hopfgartner      |
| 29     | Italia (bandiera) | Alexander Niederbrunner |
| 30     | Italia (bandiera) | Philipp Kosta           |

### Difensori
| Numero |                      | Giocatore           |
| ------ | -------------------- | ------------------- |
| 2      | Italia (bandiera)    | Ivan Althuber       |
| 3      | Italia (bandiera)    | Danny Elliscasis    |
| 5      | Finlandia (bandiera) | Tuukka Mäkelä       |
| 5      | Italia (bandiera)    | Andreas Radin       |
| 9      | Italia (bandiera)    | Armin Hofer         |
| 14     | Italia (bandiera)    | Christian Willeit   |
| 21     | Italia (bandiera)    | Daniel Glira        |
| 27     | Italia (bandiera)    | Philipp Bachlechner |
| 27     | Canada (bandiera)    | Keith Seabrook      |
| 62     | Italia (bandiera)    | Armin Helfer        |
| 81     | Italia (bandiera)    | Christian Mair      |

### Attaccanti
| Numero |                       | Giocatore         |
| ------ | --------------------- | ----------------- |
| 6      | Italia (bandiera)     | Max Oberrauch     |
| 7      | Italia (bandiera)     | Lukas Crepaz      |
| 8      | Italia (bandiera)     | Lukas Tauber      |
| 10     |                       | Jose Jensen       |
| 11     | Canada-Italia         | Patrick Iannone   |
| 13     | Italia (bandiera)     | Patrick Bona      |
| 15     | Italia (bandiera)     | Viktor Schweitzer |
| 17     | Italia (bandiera)     | Benno Obermair    |
| 17     | Italia (bandiera)     | Aaron Tomasini    |
| 18     | Italia (bandiera)     | Thomas Erlacher   |
| 18     | Italia (bandiera)     | Felix Haidacher   |
| 19     | Italia (bandiera)     | Alex Obermair     |
| 23     |                       | Joseph Cullen     |
| 23     | Italia (bandiera)     | Jonas Tomasini    |
| 25     | Canada (bandiera)     | Patrick Kavanagh  |
| 28     | Canada (bandiera)     | Benjamin Guité    |
| 76     | Slovacchia (bandiera) | Rok Pajič         |

| Stranieri | Italiani |

#### Allenatore
- Paul Adey